# 三番町 (千代田区)
三番町（さんばんちょう）は、東京都千代田区の町名。「丁目」の設定のない単独町名である。住居表示未実施地域。「番町」地区の一つ。

## 地理
千代田区西部に位置する。北部は九段北に接する。東部は皇居・千鳥ヶ淵に接し、これを境に北の丸公園に接する。南部は一番町に接する。西部は四番町に接する（地名はいずれも千代田区）。
かつては九段の九段坂上交差点より半蔵門交差点の麹町にかけての内堀通り沿いに邸宅が建ち並ぶ山の手の住宅街だったが、業種の多様化・就業人口の増加による業務地の不足から、徐々に他の千代田区内の住宅街同様にオフィスビルが侵食し続け現在はオフィス街化し、残余は公務員宿舎、高層住宅、そして桂宮御仮寓のあった宮内庁分室を含むほんのわずかな民家が残されている。
内堀通りから西側は教育機関、商業施設、高層住宅などが混在しており、残った民家も年々高層建造物へと姿を変え続けている。

### 表記
千代田区の正式なローマ字表記は例外として非ヘボン式のSanbanchoが使用されている。（同様非ヘボン式の使用例は千代田区四番町・中央区日本橋が挙げられる）。

### 地価
住宅地の地価は、2025年（令和7年）1月1日の公示地価によれば、三番町6番25の地点で396万円/m2となっている。

## 歴史
現在の三番町は、旧上六番町と旧一番町の全域および旧富士見町一丁目の一部を併合して1933年7月1日に改編・成立した。

## 世帯数と人口
2025年（令和7年）3月1日現在（千代田区発表）の世帯数と人口は以下の通りである。
- 世帯数 : 1,801世帯
- 人口 : 3,808人

### 人口の変遷
国勢調査による人口の推移。
| 年                 | 人口  |
| ------------------ | ----- |
| 1995年（平成7年）  | 1,638 |
| 2000年（平成12年） | 1,664 |
| 2005年（平成17年） | 2,393 |
| 2010年（平成22年） | 2,756 |
| 2015年（平成27年） | 3,340 |
| 2020年（令和2年）  | 3,645 |

### 世帯数の変遷
国勢調査による世帯数の推移。
| 年                 | 世帯数 |
| ------------------ | ------ |
| 1995年（平成7年）  | 650    |
| 2000年（平成12年） | 695    |
| 2005年（平成17年） | 1,050  |
| 2010年（平成22年） | 1,258  |
| 2015年（平成27年） | 1,626  |
| 2020年（令和2年）  | 1,710  |

## 学区
区立小・中学校に通う場合、学区は以下の通りとなる（2017年8月現在）。なお、千代田区の中学校では学校選択制度を導入しており、区内全域から選択することが可能。
- 区域 : 全域
  - 小学校 : 千代田区立九段小学校
  - 中学校 : 千代田区立麹町中学校 または 千代田区立神田一橋中学校

## 交通
町域を南北に内堀通りと大妻通りがそれぞれ通っている。また、町域を東西に番町学園通りが通っている。北部の境界部分に二七通りが通っている。

## 事業所
2021年（令和3年）現在の経済センサス調査による事業所数と従業員数は以下の通りである。
- 事業所数 : 281事業所
- 従業員数 : 9,656人

### 事業者数の変遷
経済センサスによる事業所数の推移。
| 年                 | 事業者数 |
| ------------------ | -------- |
| 2016年（平成28年） | 282      |
| 2021年（令和3年）  | 281      |

### 従業員数の変遷
経済センサスによる従業員数の推移。
| 年                 | 従業員数 |
| ------------------ | -------- |
| 2016年（平成28年） | 10,707   |
| 2021年（令和3年）  | 9,656    |

## 施設
- 三番町ホテル

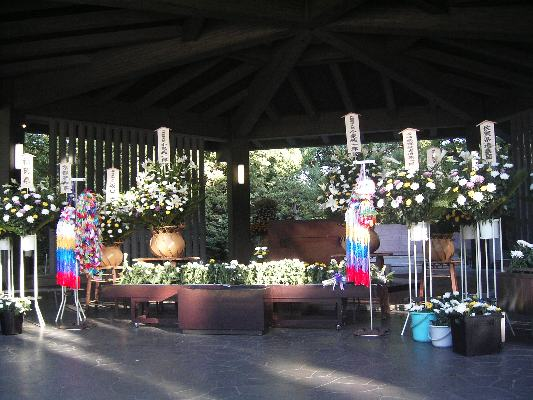
千鳥ヶ淵戦没者墓苑
- 千鳥ヶ淵緑道
- 宮内庁長官公邸･宮内庁侍従長公邸
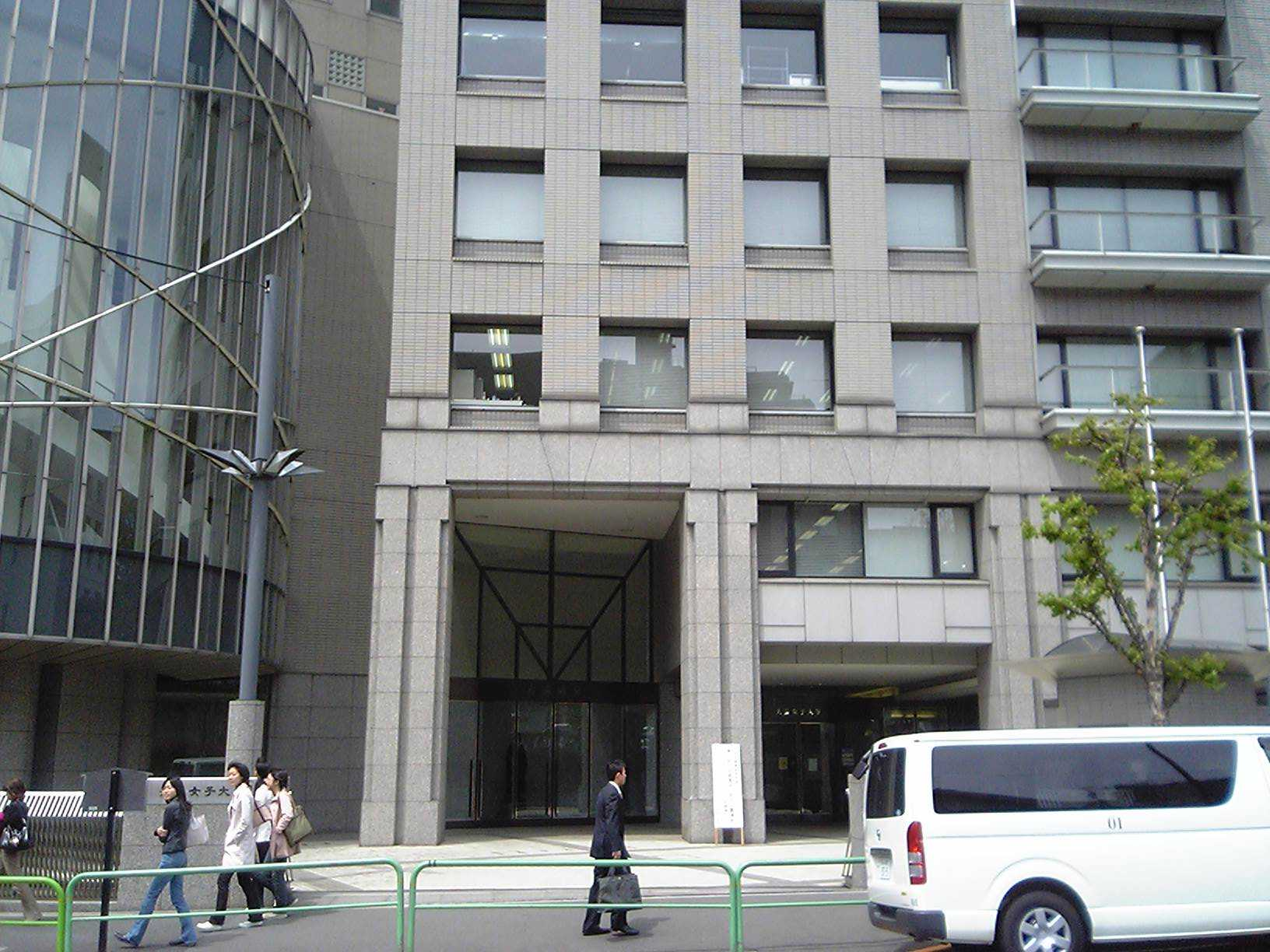
大妻女子大学・学校法人大妻学院本部
- 大妻中学校・高等学校
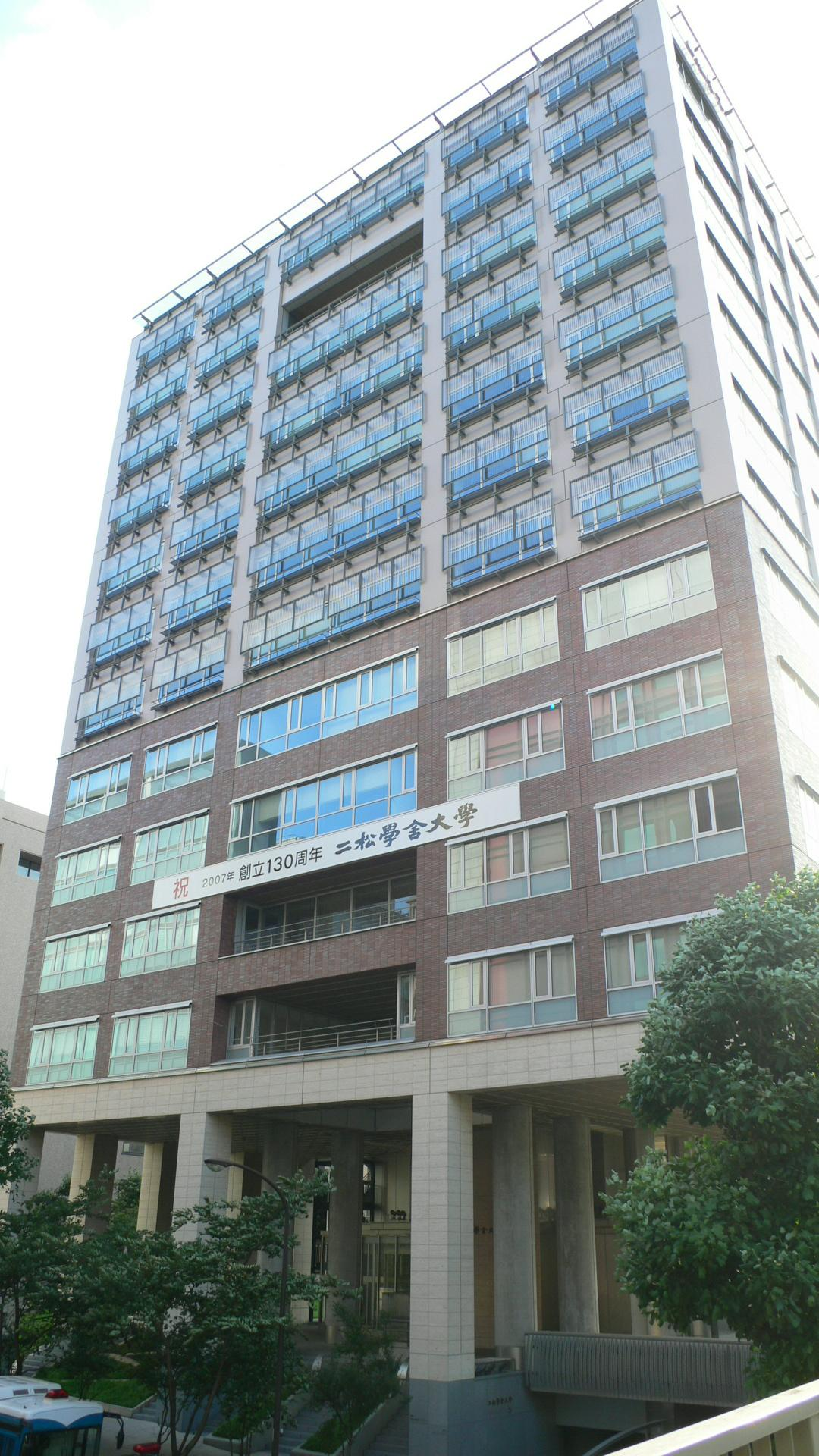
二松學舍大学九段キャンパス（本部）
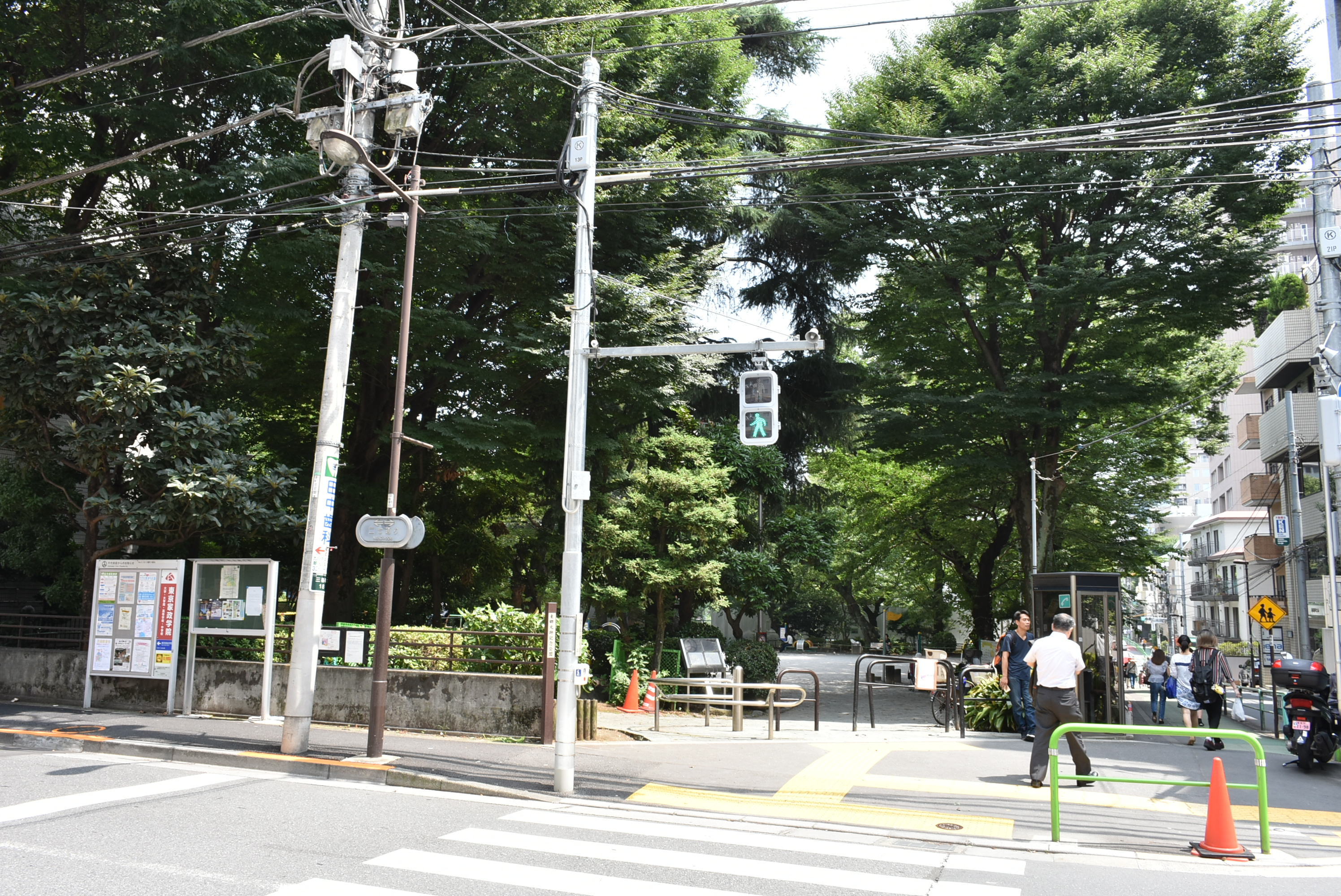
千代田区三番町の東郷元帥記念公園（2018年6月26日撮影）

- 東京家政学院大学
- 東京家政学院中学校・高等学校
- 千代田区立九段小学校[注釈 1]
- 千代田年金事務所
- ナックイメージテクノロジー
- 東郷元帥記念公園
- 全日本吹奏楽連盟
- 警察共済組合本部
- 駐日イエメン大使館

- 千鳥ヶ淵戦没者墓苑
- 大妻女子大学
- 二松学舎大学九段キャンパス
- 千代田区三番町の東郷元帥記念公園（2018年6月26日撮影）

### かつて存在した施設
- 飛島建設本社
- 田辺製薬株式会社 東京支社 → 東京本部 → 東京事業所・東京第一支店・東京第二支店・千葉埼玉支店・ヘルスケア事業部 東日本営業部
- 田辺三菱製薬株式会社 三番町ビル・東京支店・北関東支店・甲信越支店・ヘルスケア事業部 東日本営業部
- 株式会社アイネス 本社

## その他

### 日本郵便
- 郵便番号 : 102-0075[4]（集配局 : 麹町郵便局[18]）。